# Sybra deserta
Sybra deserta là một loài bọ cánh cứng trong họ Cerambycidae.